# Austrija na Olimpijskim igrama 2016.
Austrija je nastupila na Ljetnim olimpijskim igrama 2016. u Brazilu.

## Jedrenje
Osam austrijskih jedriličara se kvalificiralo za OI 2016. na Svjetskom prvenstvu u jedrenju 2014.
- Muški dvojac - 470
- Muški - 49
- Ženski dvojac - 470
- Miješano - Nacra 17